# Пріонозух
Пріонозух (Prionosuchus plummeri) — вид середньопермських (270 млн років тому) темноспондилів, описаний Л. Прайсом в 1948 році з пермських відкладень Педра де Фого на півночі Бразилії (муніципалітет Парнаїба). Єдиний вид у своєму роді. Вважається найкрупнішим з відомих науці земноводних.

## Назва
Prionosuchus — від дав.-гр. πρίων «пилка», «оскал» і σοῦχος «крокодил», plummeri — на честь геолога Ф. Б. Пламмера (1886—1947), що описав разом з колективом авторів формацію, де було знайдено пріонозуха. Прайс був одним зі співавторів опису формації.

## Опис

Пріонозух у порівнянні з людиною (зелений — голотип, сірий — найбільший відомий зразок)

Спочатку знайдені уламки черепа належали дрібним особинам, але в 1970-х роках було виявлено ростр пріонозуха довжиною близько 80 см, що передбачає довжину черепа понад 160 см. Загальна довжина тварини могла досягати 9 м. Пріонозух вирізняється надзвичайно вузьким ростром. Череп пневматизований, як у крокодилів. М'які тканини неба були вкриті кістковими пластинками, обсадженими дрібними зубчиками.

## Харчування і триб життя
Здається, пріонозух мав короткі слабкі кінцівки — можливо, він не покидав воду. Він міг населяти великі озера. Зовні дуже нагадував гавіала і, видимо, займав ту ж екологічну нішу засадного мисливця на риб і інших водних тварин.

## Систематика
Керролл відніс пріонозуха до Archegosauridae. Він був проголошений єдиним видом монотипового роду.
У 1991 році Кокс і Хатчинсон помістили пріонозуха до роду Platyoposaurus, знайденого в Росії. На цій підставі формація Педра де Фого стала вважатися пізньопермською. Однак Platyoposaurus був набагато дрібнішим, його загальна довжина — лише 2,5 м. Альтернативні дослідження, що опиралися на рослинах і пилку, показують, що це утворення є швидше ранньопермським, а отже, пріонозух жив з Platyoposaurus в різний час. Більшість палеонтологів вважають пріонозуха представником окремого роду.

## Виноски
1. ↑   Price L.I. Um anfibio Labirinthodonte da formacao Pedra de Fogo, Estado do Maranhao // Ministerio da Agricultura, Departamento Nacional da Producao ineral Divisao de Geologia e Mineralogia, Boletim. — 1948. — No. 124. — Р. 7-32.
2. ↑  Plummer F.B.; Price L.I.; Gomes F.A. Estados do Marahão e Piauí // Brasil, Conselho Nacional de Petróleo, relatório de 1946. Rio de Janeiro. 1948. — P. 87-134.
3. ↑   Carroll R. L. Vertebrate Paleontology and Evolution. — W.H. Freeman and Company, 1988
4. ↑  Cox, C. B. and Hutchinson, P., 1991. Fishes and amphibians from the Late Permian Pedrado Fogo Formation of northern Brazil [Архівовано 25 жовтня 2014 у Wayback Machine.]. Palaeontology, 34: 561—573
5. ↑  Mussa D & Coimbra AM., 1987, Novas perspectivas de comparação entre as tafofloras permianas (de lenhos) das Bacias do Parnaíba e do Paraná. X Congresso brasileiro de Paleontologia. Rio de Janeiro. Anais da Academia Brasileira de Ciencias, 2: 901—922.
6. ↑  Caldas E.B., Mussa D., Lima Filho F.P. & Roesler O., 1989, Nota sobre a ocorrência de uma floresta petrificada de idade permiana em Teresina, Piauí. Bol IG-USP, Publ Esp 7: 69-87.